# 836 Jole
A 836 Jole (ideiglenes jelöléssel 1916 AF) a Naprendszer kisbolygóövében található aszteroida. Max Wolf fedezte fel 1916. szeptember 23-án.